# Liste des types de U-Boote de la Seconde Guerre mondiale
La Liste des types de U-Boote comprend les types des sous-marins allemands de la Kriegsmarine antérieurs ou contemporains de la Seconde Guerre mondiale.

## Liste des types de U-Boote
| Type                   | Année d'introduction | Nombre d'U-boote construits | Commentaires                                                                                           |
| ---------------------- | -------------------- | --------------------------- | --- |
| IA                     | 1934                 | 2                           | Banc d'essai peu convaincant, ancêtre des Types VII et IX.                                             |
| IIA                    | 1935                 | 6                           | Côtier.                                                                                                |
| IIB                    | 1934                 | 20                          | Côtier, amélioration du précédent, 328 tonnes.                                                         |
| IIC                    | 1937                 | 8                           | Côtier, amélioration du précédent.                                                                     |
| IID                    | 1939                 | 16                          | Côtier, amélioration du précédent.                                                                     |
| III                    | 1934                 | 0                           | Projet de mouilleur de mines.                                                                          |
| IIIA (VII à l'origine) |                      | 0                           | Projet de mouilleur de mines avec hangar à canots automobiles.                                         |
| IV                     |                      | 0                           | Projet de ravitailleur et atelier.                                                                     |
| VI                     |                      | 0                           | Projet avec turbine vapeur surface et plongée.                                                         |
| VIIA                   | 1935                 | 10                          | Pour l'Atlantique.                                                                                     |
| VIIB                   | 1936                 | 24                          | Principalement une plus grande autonomie que le précédent.                                             |
| VIIC                   | 1938                 | 568                         | Proche du précédent, 871 tonnes.                                                                       |
| VIIC/41                | 1941                 | 91                          | Proche du précédent.                                                                                   |
| VIIC/42                | 1942                 | 0                           | Plus résistant que le précédent, annulé en septembre 1943 au profit du type XXI.                       |
| VIID                   | 1940                 | 6                           | Mouilleur de mines.                                                                                    |
| VIIE                   |                      | 0                           | Projet avec moteur allégé et coque renforcée.                                                          |
| VIIF                   | 1941                 | 4                           | Ravitailleur de torpilles.                                                                             |
| VIII                   | 1935                 | 0                           | Projet mal connu.                                                                                      |
| IX                     | 1936                 | 8                           | Très grande autonomie.                                                                                 |
| IXB                    | 1937                 | 14                          | Autonomie augmentée.                                                                                   |
| IXC                    | 1939                 | 54                          | Autonomie encore améliorée.                                                                            |
| IXC/40                 | 1940                 | 87                          | Légère amélioration du précédent, 1 545 tonnes.                                                        |
| IXD                    | 1940                 | 30                          | Plus grand que le précédent.                                                                           |
| XA                     | 1937                 | 0                           | Projet de mouilleur de mines.                                                                          |
| XB                     | 1939                 | 8                           | Mouilleur de mines, souvent converti en transport vers le Japon, 2 710 tonnes.                         |
| XI                     | 1937                 | 0                           | Croiseur sous-marin, U-112, U-113, U-114 et U-115 commandés puis annulés.                              |
| XII                    | 1938                 | 0                           | Projet assez comparable au Type IX.                                                                    |
| XIII                   | 1939                 | 0                           | Projet dérivé du Type II.                                                                              |
| XIV                    | 1940                 | 10                          | Ravitailleur de 2 300 tonnes.                                                                          |
| XV                     |                      | 0                           | Projet de ravitailleur et atelier de 5 000 tonnes.                                                     |
| XVI                    |                      | 0                           | Projet de ravitailleur et atelier de 3 000 tonnes.                                                     |
| XIX                    | 1942                 | 0                           | Projet de cargo basé sur le Type XB.                                                                   |
| XX                     | 1943                 | 0                           | Projet de cargo basé sur le Type XIX, 30 commencés mais abandonnés dont les U-1701, U-1702, et U-1703. |
| XXI                    | 1943                 | 119                         | Elektroboot, aucun ne voit le combat, 2 100 tonnes.                                                    |
| XXIII                  | 1943                 | 61                          | Elektroboot côtier, 275 tonnes.                                                                        |
| XXV                    |                      | 0                           | Projet côtier tout électrique, assez comparable au type XXIII.                                         |
|                        | Total                | 1146                        | |

## Liste des types de U-Boote avec turbine Walter
| Type       | Année d'introduction | Nombre d'U-boote construits | Commentaires                                                                               |
| ---------- | -------------------- | --------------------------- | ------------------------------------------------------------------------------------------ |
| V-80       | 1940                 | 1                           | Sous-marin de poche de 80 tonnes pour l'expérimentation de la turbine.                     |
| V          |                      | 0                           | Projet.                                                                                    |
| XVIIA      | 1942                 | 4                           | Pour l'expérimentation, 250 tonnes, U-792 à U-795.                                         |
| XVIIB      | 1943                 | 3                           | Pour l'expérimentation, 310 tonnes, U-1405 à U-1407 et 9 autres non terminés.              |
| XVIII      | 1943                 | 0                           | 1 487 tonnes, U-796 et U-797 commencés mais abandonnés en mars 1944 au profit du type XXI. |
| XXII       |                      | 0                           | Côtier méditerranéen, 72 commandés, U-1153 et U-1154 commencés mais abandonnés début 1943. |
| XXIV       | 1943                 | 0                           | Projet.                                                                                    |
| XXVI       | 1945                 | 0                           | 100 commandés, U-4501 à U-4504 en construction à la fin de la guerre.                      |
| XXVIIF     | 1944                 | 0                           | Projet assez proche du Neger.                                                              |
| Schwertwal | 1944                 | 0                           | Prototype en construction, finalement destiné à une turbine Walter.                        |
|            | Total                | 8 expérimentaux             |                                                                                            |

Les turbines Walter étaient trop délicates à mettre en œuvre mais la forme de coque du type XVIII sert de base au type XXI.

## Liste des types desous-marins de poche
| Type           | Année d'introduction | Nombre d'U-boote construits | Commentaires                                                                |
| -------------- | -------------------- | --------------------------- | --------------------------------------------------------------------------- |
| Neger          | 1943                 | 200                         | Torpille modifiée en sous-marin de 3 tonnes portant 1 torpille.             |
| Marder         | 1944                 | 500                         | Développement du Neger, 5 tonnes.                                           |
| Hai            | 1945                 | 1                           | Prototype, développement du Marder.                                         |
| K-Projekt      |                      | 0                           | Projet inspiré des sous-marins de poche japonais utilisés à Pearl Harbour.  |
| Molch          | 1944                 | 393                         | En forme d'énorme torpille de 8 tonnes, 2 torpilles.                        |
| Biber          | 1944                 | 324                         | Développement du Welman britannique capturé, 6 tonnes, 2 torpilles.         |
| XXVIIA Hecht   | 1944                 | 53                          | Ne servent finalement que pour l'entrainement, 12 tonnes.                   |
| XXVIIB Seehund | 1944                 | 285                         | 137 livrés, 17 tonnes, le plus efficace des sous-marins de poche allemands. |
| XXVIIF         | 1944                 | 0                           | Projet.                                                                     |
| XXVIIG         | 1944                 | 0                           | Projet.                                                                     |
| XXVIIK         | 1944                 | 3                           | Projet.                                                                     |
| XXXII          | 1944                 | 0                           | Projet.                                                                     |
| XXXIV          | 1944                 | 0                           | Projet.                                                                     |
| Delphin        | 1944                 | 3                           | Prototypes, ressemble à un gros Marder.                                     |
| Tarpon         | 1944                 | 0                           | Projet assez avancé avec 2 torpilles sur le pont.                           |
| Manta          | 1945                 | 0                           | Projet à roues pour faciliter la mise à l'eau.                              |
| Seeteufel      | 1944                 | 1                           | Prototype, avec chenilles.                                                  |
| Grundhai       |                      | 0                           | Projet d'engin de sauvetage et récupération de sous-marins.                 |
|                | Total                | 1 760 environ               |                                                                             |